# Flora of the U.S.S.R.
Flora of the U.S.S.R. (abreviado Fl. U.S.S.R.) es una revista con ilustraciones y descripciones botánicas que fue editada en la URSS desde 1963. Es la edición en inglés de Flora SSSR.
Comprende 30 volúmenes de trabajo colectivo de botánicos soviéticos, publicado durante 30 años (1934-1964), que contiene, por primera vez, las descripciones de todos los salvajes plantas superiores que crecen en la Unión Soviética, los datos sobre su morfología, taxonomía, distribución geográfica, hábitat y las claves para determinar las plantas y tratamiento monográfico de muchos taxones.
Esta publicación es un resultado importante del estudio de la florística de la URSS en el período de tiempo que ha pasado desde la publicación en lengua latina en cuatro volúmenes de «Flora rossica» (1842-1853) K. F. Ledebour y de «Incrementa Florae phaenogamae rossicae» (1882-1884) E. R. Trautfettera.
En la "flora de la URSS", con 22000 páginas contiene una descripción de las plantas superiores (excepto Bryophyta) 17.520 especies, pertenecientes a 1.676 géneros y 160 familias, unas 1.800 especies previamente desconocidas han sido descritas, así como muchas especies ampliamente cultivadas.
En la creación de la "flora de la URSS" se emplearon 92 floristería y sistemáticas locales. La 10.ª edición ilustrada contiene 1.250 dibujos originales con láminas hechas de una manera profesional.

## Historia de la publicación
Los antecedentes de la aparición de la de 30 volúmenes "flora de la URSS" se deriva de dos boletines publicados anteriormente en los clásicos de plantas florales que crecen en el territorio del Imperio Ruso.
El primero de ellos - «Flora Rossica» apareció en la mitad del siglo XIX, fue publicado por el profesor de la Universidad de Tartu, Karl Friedrich von Ledebour y publicado en Alemania en latín. En el tratamiento de algunos taxones han participado Fenzl, C.A.Mey. y Griseb..
Este trabajo se publica en folletos en los años de 1842-1853 y contiene diagnósticos para todos los taxones de plantas vasculares (de las subclases para intraespecífica), ubicado en el sistema de Candolle, con una lista de sinónimos. La distribución de las especies incluidas en las 16 regiones: 1) el Ártico Europeo, 2) el norte de Rusia, 3) Promedio de Rusia, 5) el sur de Rusia, 5) Crimea, 6), el Cáucaso, 7) Urales Siberia (desde los Urales hasta el Obi e Irtysh), 8) Altái, 9) Baikal de Siberia, 10) Dauriya 11) Siberia Oriental, 12) Chukotka, 13) Siberia ártica, 14) Kamchatka, 15), las Islas del Pacífico, 16) América rusa. La descripción de todos los tipos de familias completó las tablas de información estadística sobre el número de especies de cada género en las 16 regiones anteriores, el número de plantas anuales, perennes y plantas leñosas por regiones, en la comparación del número de especies en cada región con la flora de Alemania. Es muy importante que cita numerosas fuentes literarias antiguas y actualmente poco conocidos, describe muchos nuevos taxones para la ciencia.
Con el tiempo, el territorio de Rusia comenzó a cambiar dentro de sus fronteras y, en consecuencia, el número de plantas que crecen en ella aumentó. Adiciones a la "flora" KF Ledebour fueron publicados por Ernst Rudolph von Trautvetter en «Incrementa Florae phaenogamae rossicae» (1882-1884).
Pero a finales del siglo XIX el resumen publicado previamente es parcialmente obsoleto, por lo que entre los botánicos empezó a plantear preguntas acerca de la necesidad de la creación colectiva de una nueva flora rusa. En 1900, el botánico ruso Korzhinskii recibió del dinero de la familia real en el procesamiento y la publicación de la "flora de Siberia", que fue concebido por él y sus colegas como la primera parte de la "flora de Rusia". La segunda parte fue planeado como "Flora de Asia Central y el Turkestán", la tercera - "Flora de la Rusia europea y el Cáucaso." Sin embargo, con la muerte repentina en el mismo año de Korzhinskii, el proyecto perdió su núcleo entusiasta, durante algún tiempo continuó el nuevo director del Museo Botánico de la Academia Imperial de Ciencias I. Borodin. Bajo su liderazgo, se han acumulado colecciones de plantas tratadas con varios taxones importante. Sin embargo, la realización de un proyecto de creación de una nueva flora rusa en los tiempos prerrevolucionarios habían fracasado.
En la Unión Soviética, el trabajo sobre la flora comenzó bajo la dirección del académico botánico soviético Vladímir Leóntievich Komarov en 1932 en el Instituto de Botánica de la Academia de Ciencias de Rusia. Además de los empleados del Instituto para una "flora de la URSS" fueron atraídos muchos floristas nacionales y sistemática de otras instituciones científicas en Moscú, Leningrado y repúblicas soviéticas.
Publicación del Programa "Flora de la URSS" en febrero de 1931 se examinó en las conferencias de geobotanistas y floristas, donde se desarrollan las disposiciones básicas de los compiladores para trabajar en la flora.
Estaba previsto que el trabajo de recopilación de los "Flora de la URSS", tuviera un mandato de cinco años, en toda la Unión, encabezada por su personal del Herbario Botánico que implica a botánicos procedentes de otras regiones de la URSS. Toda la flora tiene que tomar unos 15 volúmenes, que deben ir de 1 a 3 por año. Para la base de la disposición general del material se tomará sistema A. Engler, y el orden de nacimiento es consistente con el resumen de Dalla Torre y Harms "Genera Syphonogamarum". A los compiladores de la flora se les instruyó a prestar la mayor atención a la descripción del hábitat de las plantas y sus efectos beneficiosos o perjudiciales para los seres humanos.
Para especificar la distribución geográfica de la Unión en lugar de la división administrativa se hizo en la geografía: el Ártico, la parte europea de la URSS, el Cáucaso, Asia Central, Siberia occidental, el este de Siberia, el Lejano Oriente. Los límites de estas regiones centrales se basan en las principales cuencas de los ríos o de montañas.
La mayoría de los tratamientos de los grupos taxonómicos de las plantas superiores en la "Flora de la URSS" está bien hecho para su época, el nivel científico sobre la base de supuestos teóricos comunes en la cuestión de la forma de filas y especies contenidas VL Komarov, en su obra clásica "Flora de Manchuria" y "Hacer a la flora de China y Mongolia ", así como en el prefacio del primer volumen de la "Flora de la URSS ".
Durante los treinta años de la publicación de la "Flora de la URSS" estaba cambiando las fronteras de la Unión Soviética y, por tanto, se ve afectada la integridad de la descripción de la composición taxonómica. Todo antes de la guerra y los primeros volúmenes de la posguerra de este boletín no reflejan las floras de nuevos territorios que forman parte de la Unión Soviética después de su publicación. Plantas comunes en las repúblicas soviéticas del Báltico y en las regiones del oeste de Bielorrusia, Ucrania y Moldavia se incluyeron en la "Flora de la URSS" en los volúmenes 11-12.º, y encontraron en el istmo de Carelia, en la región de Kaliningrado, Transcarpacia, Tuvá, en el sur de Sajalín y las Islas Kuriles  - volúmenes 14-15.º.
"Flora de la URSS" naturalmente envejece durante más de 30 años como la publicación de sus volúmenes individuales. Pero incluso después de la finalización de su publicación el trabajo de los taxónomos y floristas no se detuvo. Acumulado una gran cantidad de datos - la nueva ciencia de la taxa de plantas que eran previamente desconocidos en las zonas adyacentes, y más tarde se encontró en la URSS, de las especies invasoras. Cambios significativos en comparación con la "flora de la URSS" ha sido objeto de una taxonomía de muchos grupos y respectivamente nomenclatura. Por lo tanto, en 1973 vino el trabajo de Cherepanov SK "Código de adiciones y cambios a la" flora de la URSS "(vols. I-XXX)», que incluía todos los nuevos taxones de plantas superiores de la subespecie a la familia incluido, descrito y descubierto en el territorio la Unión Soviética en 1934-1971 gg. después de la publicación de los volúmenes pertinentes de la "Flora de la URSS", así como los cambios y clarificar los límites del rango, nombres, fechas, y publicación de fuentes primarias de taxones doméstica. Sólo "el Código" contiene alrededor de 6250 nuevos taxones, incluyendo 4.745 especies y subespecies. Además de la obra de alrededor de 8860 se tuvo en cuenta varios cambios y correcciones en comparación con la "Flora de la URSS" y más de 3.485 nuevas combinaciones nomenclaturales.